# Саумалколь (озеро, Каршигалинский сельский округ)
Саумалко́ль (каз. Саумалкөл) — бессточное солёное озеро в Каршигалинском сельском округе Каркаралинского района Карагандинской области Казахстана. Расположено на северо-западе района на высоте 632,2 м над уровнем моря. Площадь — 13,2 км². Длина — 5,2 км. Объём воды — 13 млн м³. Наибольшая глубина — 1,5 м. Длина береговой линии — 16,8 км. Площадь водосбора — 307 км². Дно илистое, ил имеет запах сероводорода. Южный берег озера пологий, северный — обрывистый, высотой 15 м. Питание в основном снеговое и за счёт грунтовых вод. С северо-запада в озеро впадают две небольших реки длиной 23 и 10 км, спускающихся с гор Караганды. Ближайший населённый пункт — станция Саумалколь — находится в 10 км к юго-западу от озера.